# Sieben Heilige von Marrakesch

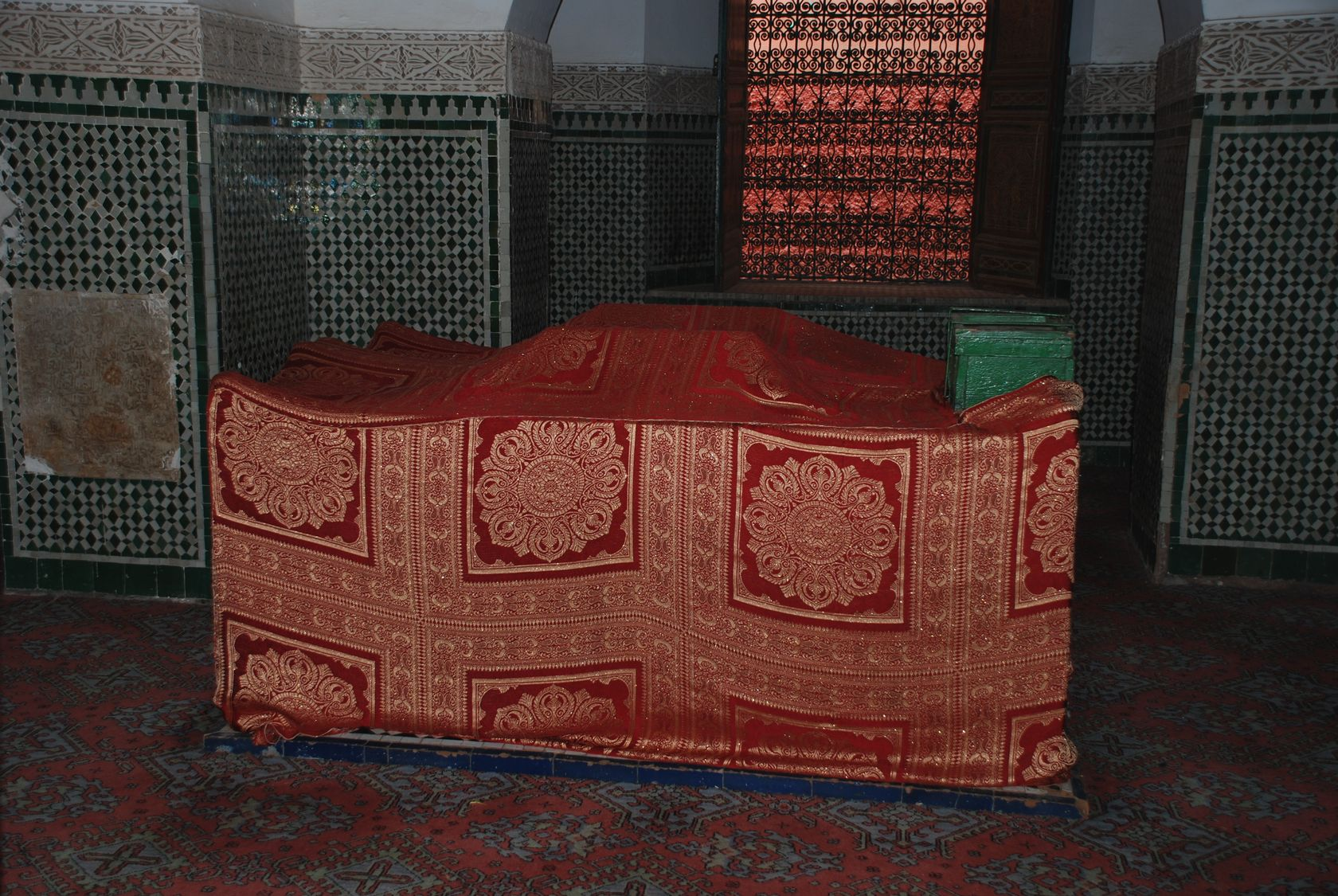
Heiligengrab (arab. tābūt) im Grabbau von Qadi Ayyad (2). Das Tuch heißt kiswa. Beim Bab Aylen im Osten

Die Sieben Heiligen oder Sieben Männer von Marrakesch sind eine im 17. Jahrhundert in Marokko im Auftrag von Sultan Mulai Ismail zusammengeführte Gruppe von islamischen Heiligen. Durch die Installation dieses Heiligenkults wurde die religiöse Macht der Alawidendynastie deutlich gestärkt. Die Grabstätten liegen in Marrakesch verstreut und werden bis heute von Pilgern einzeln aufgesucht oder zusammen auf einer Zirkularwallfahrt verehrt.

## Kulturelles Umfeld

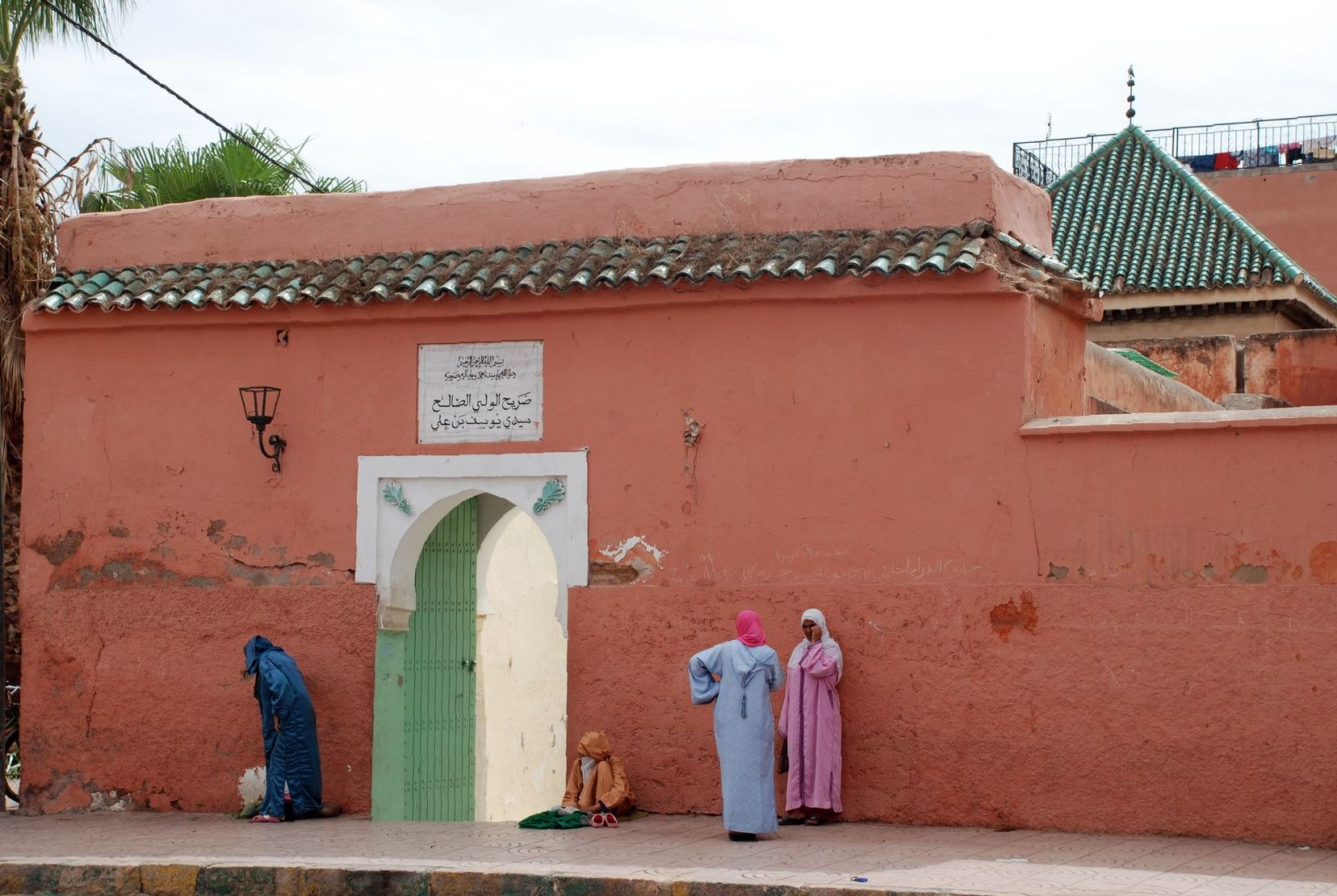
Eingang zum Grabmal von Sidi Yusuf (1). Die Heiligengräber werden überwiegend von Frauen belagert. Außerhalb der Stadtmauern, südlich vom Bab Ghemat

Der Heiligenkult ist ein zentrales Phänomen im islamischen Volksglauben, der zusammen mit dem orthodoxen Islam eine Variante derselben Religion darstellt. Für die Beurteilung ist entscheidend, dass die Rituale der Heiligenverehrung nach der kollektiven Überzeugung der Grabbesucher für gottgefällig und, auch wenn es nur um Bittgesuche geht, als mit dem Willen Allahs in Übereinstimmung gesehen werden. Ein wesentlicher Grund für die Verehrung von Heiligen ist ihre Segenskraft Baraka, die in verschiedenen Dingen an ihren Kultstätten vorhanden ist und dort direkt empfangen oder in Form von Glücksbringern (Barūk) mitgenommen werden kann.
Neben der großen Pilgerfahrt (Haddsch) gibt es im Islam Mausim (Pl. Mawāsim) genannte Wallfahrten, die jährlich zu Ehren eines Heiligen (allgemein Wali) zu dessen Erinnerungsstätte veranstaltet werden. Der individuelle, spontan durchgeführte Besuch eines Heiligengrabes, an dem meist Bittgebete gesprochen und Opfergaben zurückgelassen werden, heißt Ziyāra (Pl. Ziyārāt). Heilige in Marokko sind entweder scherifischer Abstammung oder es sind Marabouts, Nachkommen eines nichtscherifischen Heiligen. Die Bezeichnung Marabout für sämtliche Heiligen ist unscharf.
Der Kult der Sieben Heiligen (sabʿatu riǧāl) wird auf die in den drei abrahamitischen Weltreligionen heilige Zahl Sieben zurückgeführt. Als Heiligenlegende stehen die Sieben Schläfer von Ephesus im Christentum und Islam am Beginn einer Tradition von abergläubischen und magischen Vorstellungen. In Marokko werden erstmals sieben Heilige in einem Werk des Sufimystikers und Hagiographen Yusuf at-Talili († um 1230) erwähnt. Es heißt, dass einem gläubigen Muslim im Traum Mohammed erschienen sei. Als der Gläubige den Propheten fragte, ob es in seinem Land heilige Männer gäbe, antwortete dieser, es gäbe sieben.
Heute sind an mehreren Orten Marokkos Siebenerkulte bekannt, an denen die Heiligen an ihren Grabbauten oder an Felsgrotten verehrt werden. Etwa 35 Kilometer südlich von Marrakesch in Lalla Takerkoust an der Strecke nach Amizmiz werden sieben heilige Männer in der Nähe einer Heilquelle mit wunscherfüllenden Wasserschildkröten verehrt, die ein Pilgerort für Anhänger der weiblichen Heiligen ist, nach der das Dorf benannt wurde.

## Geschichte

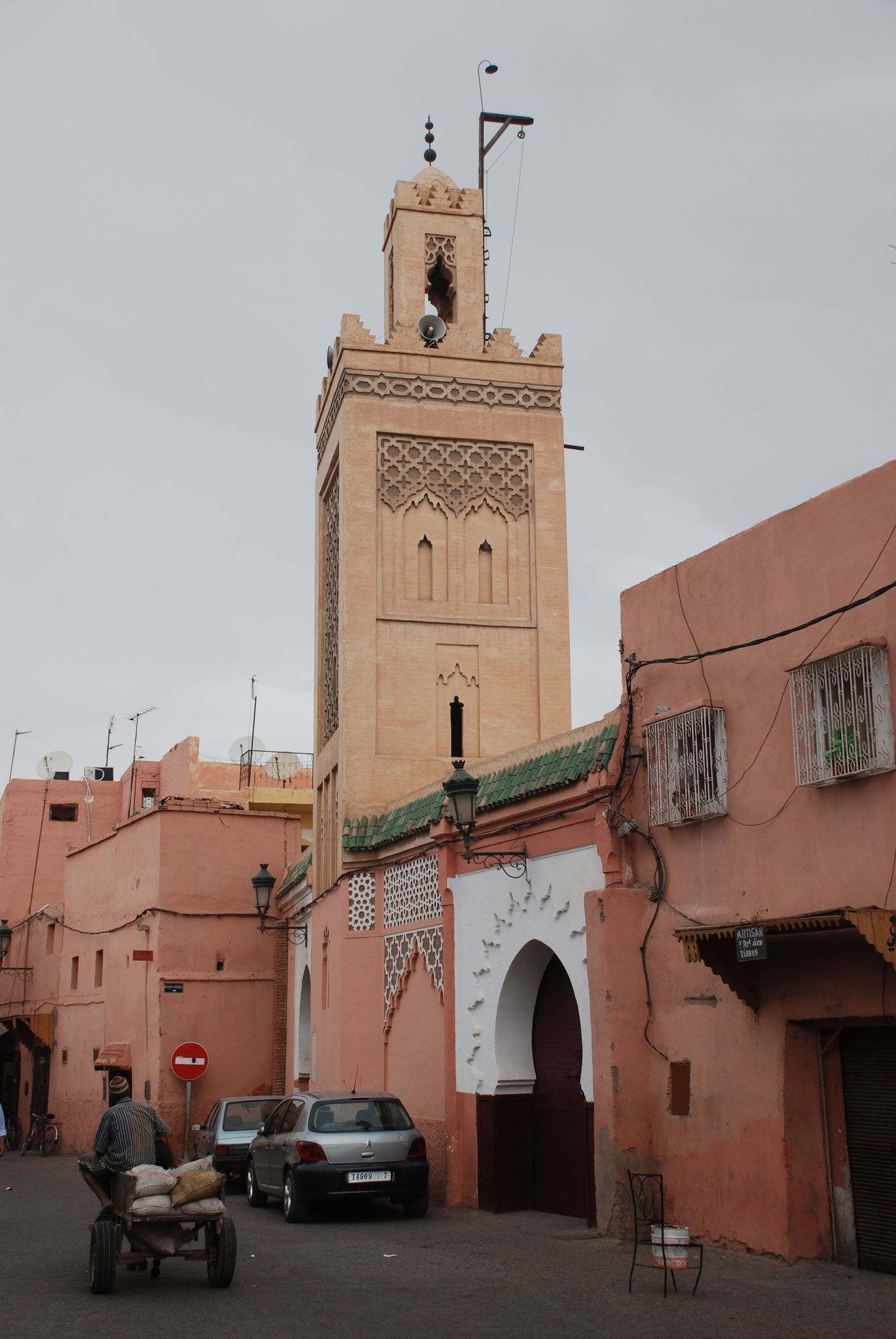
Minarett und Eingang zum Grabbau von Sidi ben Slimane al Jazouli (4). Westliche Altstadt

Ab dem 15. Jahrhundert mussten die religiösen Bruderschaften (Tariqas) und Marabouts der Berber-Stämme ihre religiöse und politische Macht in langen Auseinandersetzungen allmählich an die Scherifendynastien abgeben, zunächst an die Saadier, denen 1664 die bis heute herrschende Dynastie der Alawiden nachfolgte. In der politischen Auseinandersetzung zwischen den Marabouts und der Herrschaft der Sultane spielte der Sufi-Gelehrte Abu Ali al-Hassan al-Yusi (1631–1691), genannt Sidi el-Yusi, eine wichtige Rolle. Er wurde im Berbergebiet des Mittleren Atlas als Sohn einer Nomadenfamilie geboren. Mit 20 Jahren unternahm er die Pilgerfahrt nach Mekka und besuchte auf dem Rückweg zahlreiche Ordenszentren (Zāwiya, Pl. Zawāyāt) von Sufi-Bruderschaften. Seine Baraka erhielt er von Muhammad ibn Nasir (1603–1674) vom Orden der Nasiriyya in Tamegroute (mittleres Draa-Tal). In jeder Gemeinde brachte ein anderer Gelehrter seine Lehre vom Islam unter das Volk und wurde als Heiliger verehrt. Es herrschten religiös wie politisch recht anarchische Zustände. Im Alter von 40 Jahren lehrte el-Yusi eine kurze Zeit in Fès, bevor er nochmals als wandernder Marabout umherzog, um später nach Fès zurückzukehren.
In einem berühmt gewordenen Streitgespräch mit dem Alawidensultan Mulai Ismail trug er einen geistigen Sieg davon. Zum Dank, dass er ihm die Grenze der menschlichen Herrschaft gegenüber der göttlichen aufgezeigt hatte, erlaubte der Sultan, dass sich el-Yusi als „Scherif“, also Nachkomme des Propheten bezeichnen und die Anrede „Sidi“ führen durfte. 1691 rief el-Yusi kurz vor seinem Tod im Auftrag des Sultans die Wallfahrt der Sieben Heiligen von Marrakesch ins Leben. Sultan Mulay Ismail hatte kurz zuvor gegen den Berberstamm der Schiadma einen Kampf verloren. Die Berber führten ihren Sieg auf die sieben heiligen Männer ihres Stammes zurück, gegen deren augenscheinlich höhere Macht der Sultan ein religiöses Gegengewicht auf seiner Seite erschaffen haben wollte.
Eine andere Begründung, die zum selben Wunsch des Sultans führte, lautet: Der Sultan fürchtete die religiöse Macht des Berberstammes der Regrāgra (gehört zum Stammesverband der Chiadma, an der Atlantikküste nördlich von Essaouira), die als alte und treue Anhänger des Islam einen hohen Rang als „Apostel des Islam“ genossen und sich sogar als „Genossen des Propheten“ (ṣaḥābat an-nabīy) bezeichneten. Ihre frühe Bekehrung zum Islam wird dadurch erklärt, dass sieben Männer ihres Stammes nach Mekka reisten, wo keiner ihre Sprache verstehen konnte, als sie nach dem Propheten fragten. Nur Mohammed selbst antwortete ihnen in ihrer Sprache und übergab ihnen den Koran, worauf sie sich sofort zum Islam bekehrten. Zurück in ihrer Heimat traten ihr Stamm, dann die anderen Stämme und schließlich der gesamte Maghreb zum Islam über. Die Regrāgra verstehen sich bis heute als Nachkommen ihrer sieben Stammesältesten und veranstalten eine jährliche, an magische Fruchtbarkeitssymbole gekoppelte, 38 Tage dauernde Zirkularwallfahrt (daur).
Der großen Verehrung, den diese sieben Berberheiligen genossen, wollte der Sultan etwas gegenüberstellen. Entscheidend für die Verankerung seiner Wallfahrt im Volksglauben war ein Gründer von anerkannter hoher Autorität wie der Gelehrte el-Yusi. Mulai Ismail gelang es, in einer Zeit der Anarchie die Macht der Marabouts zu schwächen. Die Bezeichnung „Sieben Männer“ wurde im Lauf der Zeit zu einem Synonym des Ortsnamens Marrakesch, die Namen der Sieben Heiligen sind dagegen weniger geläufig.

## Die Sieben Heiligen
El-Yusi hat in einer Qaṣīda die Namen der sieben Heiligen und die Reihenfolge, in der ihre Grabstätten besucht werden sollen, festgehalten: der erste liegt im Südosten vor der Stadt, der zweite im Osten direkt an der Stadtmauer, der dritte liegt in der Altstadt im Norden, die vier letzten Gräber beginnen im westlichen Zentrum der Stadt und enden außerhalb der südlichen Stadtmauer. Die ausgewählten Heiligen waren alle historische Persönlichkeiten von arabischer Abstammung, die damals bereits an ihren jeweiligen Grabstätten in der Stadt verehrt wurden. Zwischen ihnen gab es vorher kaum Beziehungen. Sie stammten aus einer Zeit – dem 12. bis 16. Jahrhundert – als sich von al-Ghazali (1058–1111) inspiriert sufistische Glaubenslehren von ihren geistigen Zentren, den Zawāyāt ausgehend verbreiteten. Diese besaßen als religiöse Inspirationsquellen und Gesellschaftsmodelle eine große Bedeutung im Alltag.
1. Yusuf bin ʿAlī as-Sanhagi (kurz Sidi Yusuf ben ʿAlī, † 1197) lebte und starb in Marrakesch als Leprakranker außerhalb der Stadt in einer Grotte. Der Lokalheilige wurde wegen seiner Gottesfurcht und Ergebenheit in sein Leid verehrt.[5] Auch marokkanische Juden pilgerten regelmäßig zu seinem Grab.[6]
2. al-Qāḍī ʿIyāḍ b. Mūsā b. ʿIyāḍ al-Yaḥṣubī (geb. 1083 in Ceuta, gest. 1149 in Marrakesch) studierte während der Almoravidenzeit in Córdoba besonders al-Ghazalis Die Wiederbelebung der religiösen Wissenschaften, bevor er 1121 zum Qādī in seiner Heimatstadt berufen wurde. Bis 1138 wirkte er als Qādī in Granada, zur selben Zeit, als die Almohaden dabei waren, gewaltsam die Macht an sich zu reißen. In Ceuta organisierte er um 1146 einen Aufstand gegen die Almohaden, worauf er für drei Jahre ins Exil geschickt wurde. Anschließend durfte er als Qādī in Marrakesch tätig sein, bis zu seinem ungeklärten, aber vermutlich gewaltsamen Tod.
3. Abu 'l-ʿAbbās as-Sabtī (Sidi Bel-Abbès, * 1130 in Ceuta, † 1204/05 in Marrakesch) kam mit 16 Jahren als Islamschüler nach Marrakesch, wo er sich wegen der Angriffe der Almohaden unter ihrem ersten Sultan ʿAbd al-Muʾmin in eine Einsiedelei (ḫalwa) außerhalb in die Hügel von Guéliz zurückzog. Ohne jemals Marrakesch zu betreten, lebte er dort 40 Jahre lang mit Gottvertrauen (tawakkul) und nach den Regeln der tätigen Nächstenliebe (iḥsān), predigte und wirkte Wunder. Sultan Yaʿqūb al-Mansūr (reg. 1184–1199) bat ihn in die Stadt, wo er in seinen Predigten die Reichen wegen ihres Geizes kritisierte und sich um die Armen und Blinden kümmerte. Bei den einen erwarb er sich einen Ruf als Häretiker, für die anderen galt er als wahrhaftiger und großmütiger Mystiker. Zu Lebzeiten wurde er bereits über die Grenzen des Landes hinaus bekannt. Für die Nachwelt steigerte sich sein bis heute währender Ruhm als Unterstützer der Armen und Kämpfer für die Gerechtigkeit. So soll er 1578 in einer Schlacht gegen die Portugiesen die Seinen beim Heiligen Krieg (Dschihad) unterstützt haben. 1605 errichtete der Saadier-Sultan Abou Fares Abdallah für Sidi Bel-Abbès ein Mausoleum[7], in der Hoffnung, damit seine Epilepsie zu kurieren. Die Grabstätte lag anfangs außerhalb der alten Umfassungsmauer, eine spätere Stadterweiterung nach Norden schuf einen eigenen Bezirk um das Grab des Schutzheiligen der Stadt. König Hassan II. ließ 1998 das Gebäude renovieren.
4. Sidi Mohammed bin Sulaiman al-Dschazuli (Sidi ben Slimane al-Jazouli/al-Gazouli, * um 1404 in der südmarokkanischen Region Souss, † 1465 in Afughal bei Tamanar, Provinz Essaouira) wurde zwar im Gebiet der Berberdynastie der Meriniden geboren, erhielt aber schon früh eine Anerkennung als Scherif. Seine Initiation als Sufi erfolgte in die Tariqa der Schadhiliyya, als deren Erneuerer und Träger der spirituellen Kette (Silsila) er gilt (siehe auch Dschazuliyya). Etwa 20 Jahre lebte er in Mekka und Kairo, später im marokkanischen Safi an der Atlantikküste, bis er vom Merinidenherrscher wegen seiner übergroßen Popularität aus dieser Stadt vertrieben wurde. Al-Dschazuli zog sich in den Ort Afughal zurück, wo nach seinem möglicherweise gewaltsamen Tod ein Mausoleum für ihn errichtet wurde. 1524 wurden die sterblichen Überreste nach Marrakesch in einen neu errichteten Grabbau überführt. Das Hauptwerk al-Ghazulis ist der Dalail al-Khayrat (dalā’il al-ḫairāt), ein Lobgesang auf den Propheten. Über al-Dschazuli wollen die Gnawa, eine ethnische Minderheit in Marokko, ihre Fähigkeit zu heilen erhalten haben, die sie in der Heilungszeremonie Derdeba praktizieren.
5. Sidi ʿAbd al-ʿAzīz at-Tabbaʿ (Sidi ʿAbdelʿazîz Tebbaâ oder Abū Fāris ʿAbd al-ʿAzīz al-Ḥarrār, * in Marrakesch, † 1508 in Fès) war der Schüler von al-Dschazuli, dessen Lehren er weiterführte und ab etwa 1475 in einer eigenen Tariqa lehrte. Sein Mausoleum liegt in der nördlichen Altstadt[8]. Sein Rufname al-Harrar bezieht sich auf die familiäre Herkunft und bedeutet „Seidenweber“.
6. Sidi Abdallah al-Ġazwānī (Sidi ben Abdallah El-Ghazouani, Mūl al-Qṣūr, * im Dschebel Alam westlich des Rif-Gebirges, † 1528 bei Marrakesch) aus dem Berberstamm der Ghomara studierte in Fès und Granada und wurde dann von Sidi at-Tabbaʿ in die Tariqa des al-Dschazuli eingeweiht. Später gründete er auf der Ghazuliya aufbauend eine eigene Tariqa. Deren Ordenszentrum lag im Stadtteil el-Qsur, von dem er seinen Rufnamen erhalten hat.
7. Abu-l-Qāsim ʿAbd ar-Raḥman as-Sohaili (Abderrahmane Souheili, * 1114/15 bei Málaga, † 1185 in Marrakesch) war früh erblindet, studierte dennoch die arabische Sprache und war als Kenner der Hadithe geschätzt. Er starb als verehrter Lehrer und Asket.[9]

## Wallfahrt
Die Siebenerwallfahrt wurde bald dermaßen populär, dass nachfolgende Sultane die Auswüchse der Heiligenverehrung (vergeblich) einzudämmen versuchten. Anfang des 20. Jahrhunderts hat Henri De Castries den Kult detailliert geschildert. Grundsätzlich ist seine Beschreibung heute noch zutreffend, nur die früher am Stadtrand und außerhalb der Stadtmauern gelegenen Grabstätten befinden sich nun meist innerhalb von Wohngebieten. Von Infrastrukturmaßnahmen wie Straßenbauten in direkter Nähe blieben sie verschont. Sidi Bel-Abbès ist die größte Grabanlage im Zentrum der nördlichen Altstadt. Hierhin pilgern als einzigem Heiligenort Männer und Frauen gleichermaßen. Alle Mausoleen (Kuppelbauten, arabisch qubba, Pl. qibāb) befinden sich in gutem Erhaltungszustand, was ein Indiz für ein reichliches Spendenaufkommen ist.
Die Liste der Heiligen ist in der Reihenfolge angeordnet, in der die Wallfahrt laut al-Yusi durchgeführt werden soll. Am besten beginnt die Wallfahrt an einem Dienstag, dann wird am Freitag, dem Feiertag der Woche, das Grab von al-Dschazuli, des Heiligsten der Sieben erreicht. Es gibt keine jährliche organisierte Pilgerfahrt (Mausim) zu den Orten, die Besuche finden privat organisiert im Familienkreis als Ziyāra statt. Häufiger werden gezielt nur einzelne Grabstätten aufgesucht, überwiegend von Frauen der jeweiligen Stadtviertel. Die Heiligengräber dürfen, wie auch alle Moscheen des Landes, in der Regel von Nichtmuslimen nicht betreten werden.

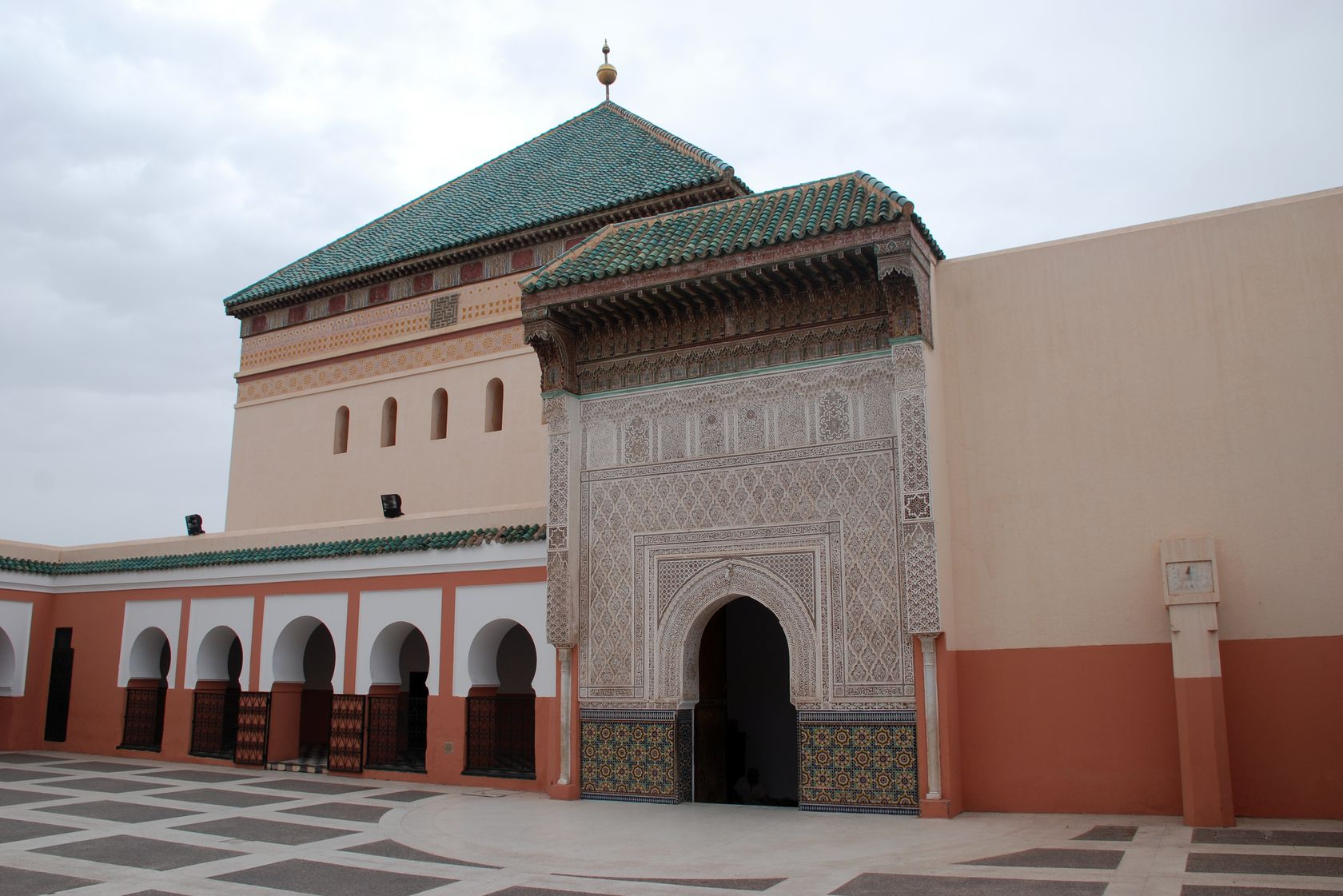
Innenhof und Grabbau von Sidi Bel-Abbès (3). Wird von Blinden, Kranken und alten Männern und Frauen aufgesucht. Altstadtzentrum im Norden
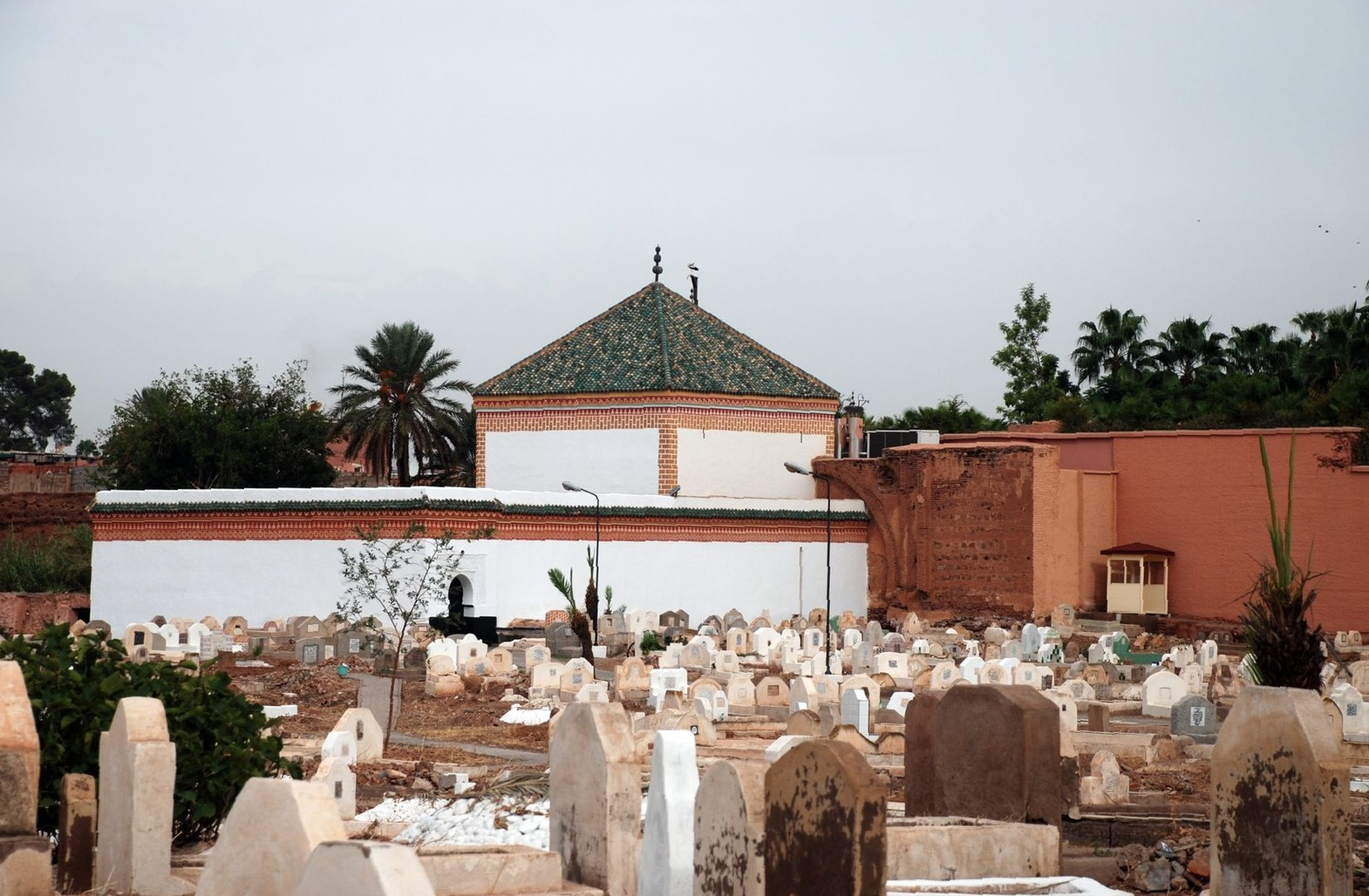
Grabbau von Abderrahmane Souheili (7), vom gleichnamigen Friedhof umgeben. Außerhalb der Stadtmauern beim Bab Er Rob
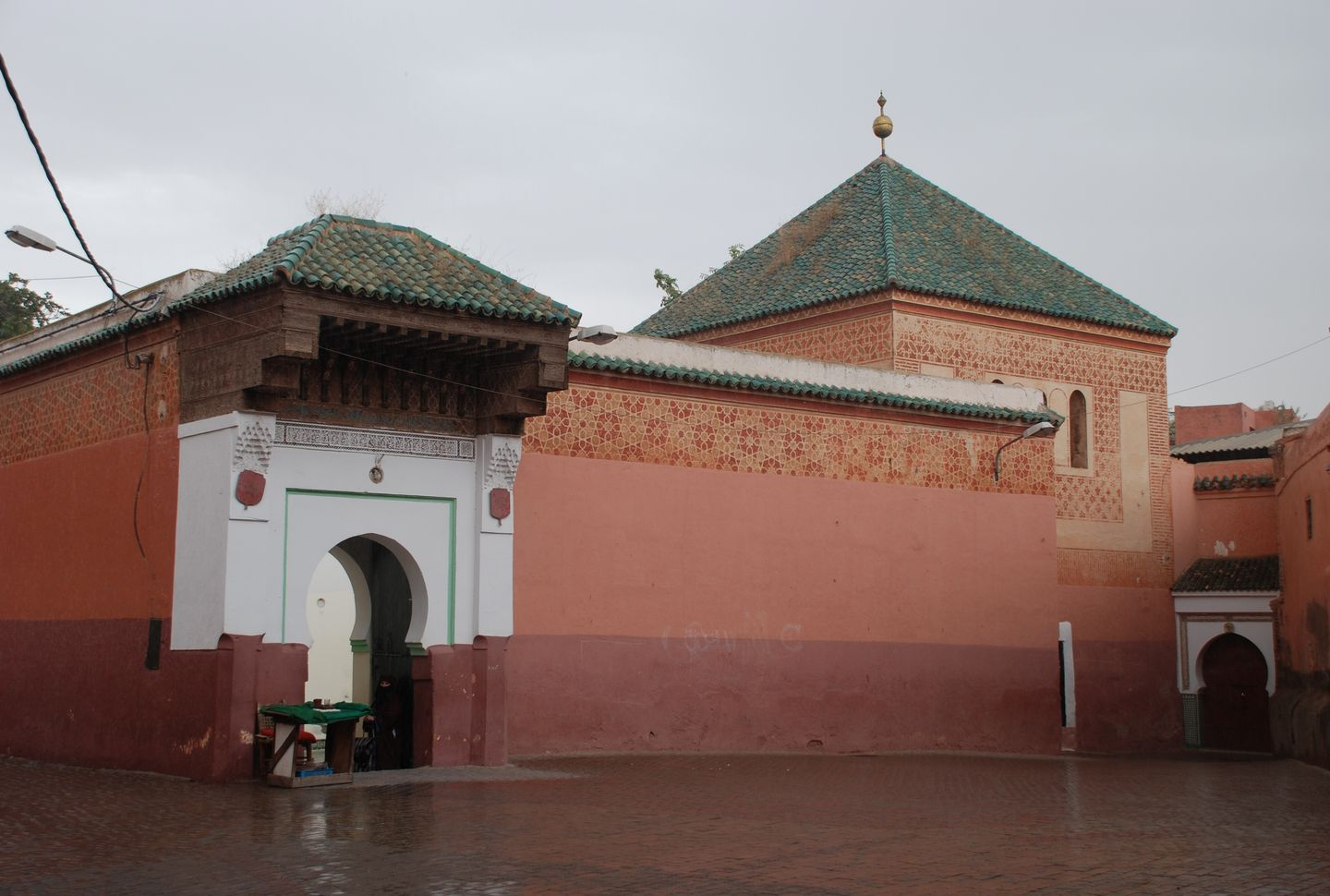
Grabbau von Moulay al-Qsur (6).Westliche Altstadt